# Zen (microarquitectura)
Zen és el nom en clau d'una família de microarquitectures de processadors d'ordinador d'AMD, llançada per primera vegada el febrer de 2017 amb la primera generació de les seves CPU Ryzen. S'utilitza a Ryzen (escriptori i mòbil), Ryzen Threadripper (estació de treball /escriptori de gamma alta) i Epyc (servidor).

## Història

Zen de primera generació amb i sense GPU

### Primera generació
La primera generació Zen es va llançar amb la sèrie de CPU Ryzen 1000 (nom en codi Summit Ridge) el febrer de 2017. El primer sistema de previsualització basat en Zen es va demostrar a l'E3 2016 i es va detallar substancialment per primera vegada en un esdeveniment acollit a una illa de l'Intel Developer Forum 2016. Les primeres CPU basades en Zen van arribar al mercat a principis de març de 2017, i els processadors de servidor Epyc derivats de Zen (anomenats en codi "Nàpols") llançats el juny de 2017 i les APU basades en Zen (anomenades en codi "Raven Ridge") van arribar al novembre de 2017. Aquesta primera iteració de Zen va utilitzar un procẃa de fabricació de 14nm de GlobalFoundries. Es van construir processadors basats en Zen modificats per al mercat xinès.

### Segona generació

Epyc 7001 MCM

Les CPU de la sèrie Ryzen 3000 es van llançar el 7 de juliol de 2019, mentre que les CPU del servidor Epyc basades en Zen 2 (nom en clau "Roma") es van llançar el 7 d'agost de 2019. Els productes Zen 2 Matisse van ser les primeres CPU de consum que van utilitzar un procés noed 7 nm de TSMC. Zen 2 va introduir l'arquitectura basada en xips, on les CPU d'escriptori, estacions de treball i servidors es produeixen com a mòduls multixip (MCM); aquests productes Zen 2 utilitzen els mateixos chiplets de nucli, però estan connectats a diferents silicis sense nucli (diferents matrius d'IO) en una topologia de concentrador i radi. Aquest enfocament difereix dels productes Zen 1, on la mateixa matriu (Zeppelin) s'utilitza en un paquet monolític simple per als productes Summit Ridge (sèrie Ryzen 1000) o s'utilitza com a blocs de construcció interconnectats en un MCM (fins a quatre matrius Zeppelin) per a la primera generació. Productes Epyc i Threadripper. Per als productes Zen 2 anteriors, les funcions IO i uncore es realitzen dins d'aquesta matriu d'IO separada, que conté els controladors de memòria, el teixit per permetre la comunicació de nucli a nucli i la major part de les funcions no centrals. La matriu IO utilitzada pels processadors Matisse és un xip petit produït al GF de procés 12 nm, mentre que la matriu d'IO del servidor utilitzada per a Threadripper i Epyc és molt més gran. La matriu d'IO del servidor pot servir com a concentrador per connectar fins a vuit xips de 8 nuclis, mentre que la matriu d'IO per a Matisse és capaç de connectar fins a dos xips de 8 nuclis. Aquests chiplets estan enllaçats pel propi Infinity Fabric de segona generació d'AMD, permetent una interconnexió de baixa latència entre els nuclis i l'IO. Els nuclis de processament dels chiplets s'organitzen en CCX (Core Complexes) de quatre nuclis, units per formar un únic CCD de vuit nuclis (Core Chiplet Die).

Ryzen Threadripper 1000 MCM

### Tercera generació
Zen 3 es va llançar el 5 de novembre de 2020, amb un 7 més madur procés de fabricació nm, que alimenta CPU i APU de la sèrie Ryzen 5000 (nom en clau "Vermeer" (CPU) i "Cézanne" (APU)) i processadors Epyc (nom en clau "Milan"). El principal guany de rendiment de Zen 3 respecte a Zen 2 és la introducció d'un CCX unificat, la qual cosa significa que cada chiplet central està compost ara per vuit nuclis amb accés a 32 MB de memòria cau, en lloc de dos conjunts de quatre nuclis amb accés a 16 MB de memòria cau cadascun.

### Quarta generació
Les CPU del servidor Epyc amb Zen 4, amb el nom en clau de Genoa, es van presentar oficialment a l'Accelerated Data Center Premiere Keynote d'AMD el 8 de novembre de 2021 i es van llançar un any més tard al novembre de 2022. Tenen fins a 96 nuclis Zen 4 i admeten tant PCIe 5.0 com DDR5.

### Cinquena generació
Zen 5 es va mostrar al full de ruta Zen d'AMD el maig de 2022. Es creu que utilitza TSMC 3 procés nm. Potenciarà els processadors d'escriptori convencionals Ryzen 8000 (nom en codi "Granite Ridge"), processadors mòbils de gamma alta (nom en codi "Strix Point") i processadors de servidor Epyc 7005 (nom en codi "Torí").